# Berliet VDCA
Der Berliet VDCA war der letzte einer Reihe von mittleren Lkw, vom französischen Kraftfahrzeughersteller Berliet ab 1940 in Serie während des gesamten Zweiten Weltkrieges gebaut.

## Generelles
Ab 1933 baute Berliet eine Serie von Lkw der 3,5-Tonnen-Klasse, die mit dem Berliet VDB  und VDBC begann und sich über den Berliet VDC (ab 1935), den Berliet VDCB (ab 1936), den nur beim Militär verwendeten Berliet VDCT (1936–37) und den Berliet VDCN (1938–40) bis zum Berliet VDCA (1940–44) erstreckte. Die Nutzlast des Berliet VDCA wird je nach Quelle mit 3,5 bzw. 3,8 und 4 Tonnen angegeben, war also etwas höher als bei den Vorgängermodellen.
Der ab 1940 gebaute Berliet VDCA hatte die Motorhaube des Berliet VDCN mit schräg stehender Kühlermaske und sechs waagerechten Luftschlitzen auf jeder Seite und immer eine vordere doppelte Stoßstange, der bei manchen Berliet VDCN vorhandene V-förmige Knick in der Mitte der vorderen Stoßstange fiel weg. Die Räder waren mit 10 (statt beim Berliet VDCN mit 5) Schrauben an den Bremstrommeln befestigt.
Die nachfolgende Aufzählung umfasst alle bei Berliet gebauten Fahrzeuge mit diesem Typenkürzel, sie sind in alphabetischer (nicht in historischer) Reihenfolge gelistet.

## Berliet VDCA6 „Colonies“
Es handelte sich um ein speziell für den Einsatz beim Militär in den Kolonien entwickeltes Fahrzeug. Optisch unterschied es sich von den übrigen Berliet VDCA dadurch, dass die untere der beiden vorderen Stoßstangen fortfiel, vermutlich, um die Geländegängigkeit zu erhöhen. Der eingebaute wassergekühlte Vierzylinder-Dieselmotor des Typs MDF2C (Bohrung × Hub  110 × 150 mm, Hubraum 5702 cm³) war steuerlich mit 15 CV eingestuft, die bei 2000/min entwickelte effektive Leistung betrug 75 PS. Das maximale Gesamtgewicht betrug 9700 kg, die Nutzlast je nach Quelle 3,5 oder 3,8 Tonnen. Im Jahr 1941 wurden 50 Stück (Chassisnummern G4901-4950) gebaut.

## Berliet VDCA15
Es handelte sich um einen offenbar nicht in Serie gegangenen Prototyp, die allgemeine Betriebserlaubnis wurde am 12. Oktober 1943 erteilt. Er hatte einen wassergekühlten Vierzylinder-Ottomotor des Typs MPF (Bohrung × Hub 110 × 150 mm, Hubraum 5702 cm³, 22 Steuer-CV, die bei 1800/min. genannte Höchstleistung wird nicht erwähnt). Der Radstand betrug 4,775 m, die Länge 7,285 und die Breite 2,29 m. Das bloße Chassis wog 3000 kg, das höchstzulässige Gesamtgewicht lag bei 9700 kg.

## Berliet VDCA16
Der Berliet VDCA16 war die erste in Serie gehende Variante, er erhielt seine allgemeine Betriebserlaubnis am 16. Januar 1940. Er hatte einen wassergekühlten Vierzylinder-Ottomotor des Typs MKO2 (Bohrung × Hub 100 × 135 mm, Hubraum 4241 cm³, 16 Steuer-CV, effektive Leistung 63 PS bei 2000/min). Sein Radstand maß 4,635 m, er war 6,85 m lang und 2,30 m breit. Das Leergewicht (bloßes Chassis) betrug 2950, das höchstzulässige Gesamtgewicht 8500 kg, die Nutzlast wird mit 3,5 oder 3,8 Tonnen angegeben.
Von Januar bis Juni 1940 wurden 1575 Stück gebaut und an die französische Armee geliefert, nach anderer Ansicht 1529 Stück im Jahr 1940 und 50 Stück 1941, zusammen also 1579 Exemplare. Die Fahrzeuge wurden üblicherweise als Pritschenwagen mit Plane geliefert, 40 Stück pro Monat waren jedoch mit Kofferaufbau als Fleischlieferungsfahrzeuge zu bauen. Diese hießen Berliet VDCA16RV, hatten ein Leergewicht (mit Aufbau) von 5250 und eine Nutzlast von 2650 kg, eine Länge von 7,15 und eine Höhe von 3,10 m.
Die deutsche Wehrmacht nutzte einige im Frankreichfeldzug erbeutete Fahrzeuge dieses Typs. Die Fahrzeuge erhielten häufig als Zusatz einen Notek-Tarnscheinwerfer.

## Berliet VDCA22
Es handelte sich um einen offenbar nicht in Serie gegangenen Prototyp, die allgemeine Betriebserlaubnis wurde am 3. Oktober 1942 erteilt. Er hatte einen wassergekühlten Vierzylinder-Ottomotor des Typs MPF (Bohrung × Hub 110 × 150 mm, Hubraum 5702 cm³, 22 Steuer-CV, die bei 1800/min. genannte Höchstleistung wird nicht genannt). Der Radstand maß 4,795 m, die Länge 7,285 und die Breite 2,30 m. Das bloße Chassis wog 3050 kg, das höchstzulässige Gesamtgewicht lag bei 9700 kg.

## Berliet VDCAG15
Beim Berliet VDCAG15 handelte es sich um eine Variante mit wassergekühltem Vierzylinder-Holzgasmotor des Typs MPFG (Bohrung × Hub 110 × 150 mm, Hubraum 5702 cm³, 15 Steuer-CV, effektive Höchstleistung 50 PS bei 1800/min), Leergewicht des bloßen Chassis 3450 kg, höchstzulässiges Gesamtgewicht 9700 kg, 7,2857 m lang und 2,29 m breit, Radstand 4,775 m, allgemeine Betriebserlaubnis 22. April 1940. Die Nutzlast wird mit 4 Tonnen angegeben: Angesichts des schwachen Motors erscheint dies zunächst sehr hoch, indessen wurden die Fahrzeuge wohl vor allem im zivilen Sektor eingesetzt, wo infolge der Requisition vieler LKW im Rahmen der Mobilmachung großer Mangel an Lastkraftwagen herrschte und man nach dem Motto „Besser ein langsamer Lkw als gar keiner“ verfuhr.
Vom Berliet VDCAG wurden 810 Stück im Jahr 1940 und 1529 im Jahr 1941 gebaut (also zusammen 2339 Stück), nach anderer Quelle 1120 Stück (Chassis-Nrn. G1881 bis 3000) von März bis Dezember 1940, 1130 Stück (Chassis-Nrn. G5001 bis 6130) von Dezember 1940 bis Oktober 1941, 425 Stück (Chassis-Nrn. G6131 bis 6555) von Oktober 1941 bis Oktober 1942, 101 Stück (Chassis-Nrn. G6556 bis 6656) von Januar bis März 1945, also zusammen 2776 Stück.

## Berliet VDCAG2
Es handelte sich um einen offenbar nicht in Serie gegangenen Prototyp, die allgemeine Betriebserlaubnis wurde am 29. August 1940 erteilt. Er hatte einen wassergekühlten Vierzylinder-Holzgasmotor des Typs MKOG (Bohrung × Hub 100 × 130 mm, Hubraum 4084 cm³, 11 Steuer-CV, die bei 2100/min. genannte Höchstleistung wird nicht werwähnt). Der Radstand maß 4,685 m, die Länge 6,85 und die Breite 2,30 m. Das bloße Chassis wog 3150 kg, das höchstzulässige Gesamtgewicht lag bei 9700 kg.

### Originalquellen
Eine Publikation, in der alle vor 1945 gebauten Berliet-Typen individuell abgehandelt wären, gibt es nicht. Neben der unten erwähnten Literatur wurde auf folgende in der Fondation Berliet verwahrte Originalunterlagen zurückgegriffen:
- "Fiches des Mines": Es handelt sich um die Unterlagen zur Erteilung einer allgemeinen Betriebserlaubnis, hierfür ist in Frankreich der "Inspecteur des mines" sachlich zuständig. Diese Unterlagen sind chronologisch geordnet und nummeriert. Nicht zu jedem Typ bzw. Variante gibt es entsprechende Unterlagen, teils, weil sie wohl als Untervarianten eines Typs verstanden wurden, für den eine gesonderte Erlaubnis nicht erforderlich war, teils wohl, weil diese Unterlagen im Laufe der letzten 100 Jahre verlorengegangen sind. Bei Militärtypen gibt es Hinweise, dass eine Betriebserlaubnis direkt durch militärische Dienststellen erfolgte, was entsprechende "fiches des mines" überflüssig machte. Die Quellenbezeichnung lautet: "Fiches No...."
- "Etat des véhicules utilitaires et autobus declares aux mines depuis 1920", eine 15-seitige Zusammenstellung vom 1. Dezember 1941, enthält insbesondere die reservierten Chassisnummernbänder, die jedoch vielfach nicht vollständig ausgeschöpft wurden, einige Typen bzw. Varianten werden nicht erwähnt, Quellenbezeichnung lautet: "Etat S..."
- "Nombre de véhicules construits de 1930 à 1942", siebenseitige Zusammenstellung der zwischen 1930 und 1942 gebauten Stückzahlen an Nutzfahrzeugen, erstellt wohl 1943, erste Seite teilweise irreparabel verderbt, teilweise werden mehrere Typen bzw. Varianten zusammengefasst, Quellenbezeichnung lautet: "Nombre S...."

### Sonstige Quellen
- Monique Chapelle: Berliet. 1. Auflage. EMCE, Saint-Chamond 2016, ISBN 978-2-35740-049-8.
- Christophe Puvilland: Berliet 1905–1978, toute la gamme omnibus, autocars, autobus et trolleybus. 1. Auflage. histoire&collections, Paris 2008, ISBN 978-2-35250-059-9.
- François Vauvillier: Tous les Berliet militaires 1914–1940, vol. 1: les camions. histoire&collections, Paris 2019, ISBN 978-2-35250-496-2.